# Чемпіонат Німеччини з хокею 1928
Чемпіонат Німеччини з хокею 1928 — 12-ий регулярний чемпіонат Німеччини з хокею, чемпіоном став клуб СК Берлін.
Матчі чемпіонату проходили 21 та 22 лютого 1928 року на озері Ріссерзеє в містечку Гарміш-Партенкірхен. 

## Попередній етап

### Група А
- СК Ріссерзеє — БФК Пройзен 2:0
- СК Ріссерзеє — ХК Штутгарт 11:1
- БФК Пройзен — ХК Штутгарт 1:0

| М  | Команда      | І | Пер | Н | Пор | Ш    | О |
| -- | ------------ | - | --- | - | --- | ---- | - |
| 1. | СК Ріссерзеє | 2 | 2   | 0 | 0   | 13:1 | 4 |
| 2. | БФК Пройзен  | 2 | 1   | 0 | 1   | 1:2  | 2 |
| 3. | ХК Штутгарт  | 2 | 0   | 0 | 2   | 1:12 | 0 |

Скорочення: М = підсумкове місце, І = ігри, Пер = перемоги, Н = нічиї, Пор = поразки, Ш = закинуті та пропущені шайби, О = набрані очки

### Група В
- СК Берлін — ХК Фюссен 10:0

## Матч за 3-є місце
- ХК Фюссен — БФК Пройзен 4:1

## Фінал
- СК Берлін — СК Ріссерзеє 2:1

## Склад чемпіонів
Склад СК Берлін: Альфред Штайнке, Лінке, Макс Гольцбоер, Нільс Моландер, Вальтер Закс, Лоуренс Роч, Густаф Юганссон, Густав Єнеке, Герберт Брюк, Решке, Еріх Ремер, Руді Бол, Вольфганг Кіттель.